# Авруй
Авру́й (рос. Авруй, чув. Авăр уй) — присілок у складі Вурнарського району Чувашії, Росія. Входить до складу Єршипосинського сільського поселення.
Населення — 5 осіб (2010; 20 у 2002).
Національний склад:
- чуваші — 100 %